# Nicholas Evans
Pour les articles homonymes, voir Evans.
Nicholas Evans, né le 26 juillet 1950 à Bromsgrove au Royaume-Uni et mort le 9 août 2022, est un journaliste, écrivain et scénariste britannique.
Il a étudié le journalisme à l'université d'Oxford et avant cela il a séjourné en Afrique au sein d'une organisation caritative, Voluntary Service Overseas. En 1980, il se tourne vers la production, entre à la télévision britannique et reçoit de nombreux prix pour ses films et ses séries.
Lors d'un séjour dans le sud-ouest de l'Angleterre, un maréchal-ferrant lui raconte l'histoire des hommes qui parlent à l'oreille des chevaux pour les calmer.
Nicolas Evans décide aussitôt d'en faire un livre qui, en 1995, deviendra un véritable best-seller à travers le monde : The Horse Whisperer (L'Homme qui murmurait à l'oreille des chevaux). Robert Redford en a réalisé trois ans plus tard une adaptation cinématographique, à laquelle Nicholas Evans n'a pas souhaité participer.
Il meurt soudainement le 9 août 2022 d'une crise cardiaque. 